# Teherán
Teherán (persky تهران) je hlavním městem Íránu, centrem stejnojmenné provincie a sídlem nejvyšších úřadů státní správy. V roce 2016 v něm žilo 8 737 510 obyvatel, v širším okolí metropole, zhruba totožným s hranicemi provincie, pak 13 267 637 lidí. Teherán je místem, kde se nacházejí četné univerzity, muzea a pamětihodnosti, své zastoupení zde mají významné domácí i zahraniční firmy a instituce.
Na území Teheránu je jedno letiště, Mehrabád, které zajišťuje spojení se všemi hlavními obchodními a politickými středisky na světě. Z průmyslových odvětví zastoupených ve městě mají největší význam automobilový a elektrotechnický průmysl, textilnictví, výroba stavebních hmot, zbraní, chemických látek a cukru.

## Historie

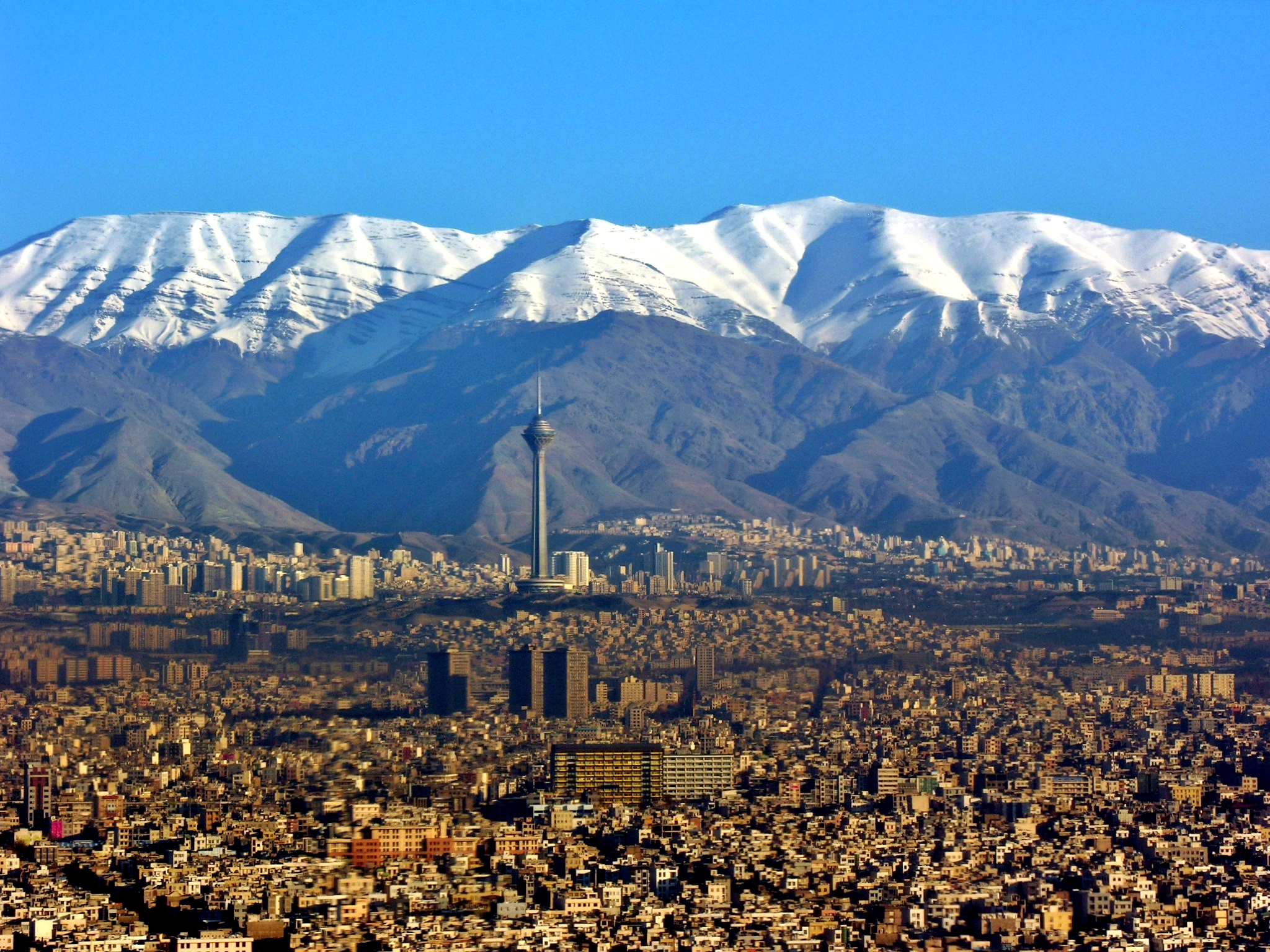
Pohled ze vzduchu

První zpráva o Teheránu pochází z roku 942 a stejně jako pozdější popisy z 13. a 14. století hovoří o sídlišti s ovocnými zahradami a čistou vodou ležícím severně od města Rajj. Obyvatelé, kteří si své příbytky zřizovali většinou pod zemí, v jeskyních a skalních rozsedlinách, prý byli obávanými silničními lupiči. Počátky osídlení na území dnešního velkoměsta však sahají až do neolitu.
Pro rozvoj Teheránu měl rozhodující význam vpád Mongolů v roce 1220, neboť sem uprchla řada obyvatel seldžucké rezidence Rajj, dosavadního přirozeného centra oblasti. Již ve 14. století získalo rozrůstající se sídliště jistý hospodářský význam, jeho pravý rozkvět ale nastal až za Safíovců, dynastie, která v zemi vládla od roku 1501. Teprve tehdy se stal Teherán definitivně městem.
První Evropan, který do Teheránu zavítal, byl Španěl Ruy Gonzáles de Clavijo v roce 1404, když cestoval ke dvoru Tímúra Lenka. Sídliště bylo tehdy ještě neopevněné – první hradby z nepálených cihel, jež obklopovaly i citadelu v místech dnešního Golestánského paláce, se objevily až za vlády Tahmáspa I., druhého safíovského šáha. Abbás I. Veliký (1587–1629) učinil z Teheránu jednu ze svých rezidencí a dal vybudovat široké ulice odpovídající nové roli sídlištní aglomerace.
V roce 1722 město vyplenili Afghánci, brzy však bylo obnoveno. Za Karíma Chána, který zde dočasně sídlil, byl po roce 1758 přebudován palác z dob Abbáse I. a na ochranu před kmeny ze severu zesíleny městské hradby. Nesmírný rozmach však město zaznamenalo až od vlády Ágy Muhammada Chána (1795–1797), zakladatele dynastie Kádžárovců, který se zde nechal korunovat na šáha. Sám sice po sobě nezanechal větší stavební památky, jeho rozhodnutí usadit se v těchto místech ale učinilo z Teheránu centrum celé Persie.
Během vlády druhého kádžárovského šáha Fath Alího byla postavena řada mešit, medres a palácových staveb a současně rozšířen Golestánský palác, sídlo panovníka. Šáh Násiruddín dal po roce 1857 strhnout safíovské hradby a zahájil moderní výstavbu města, na níž se podílel i český rodák August Karel Kříž. Za perské konstituční revoluce, probíhající v letech 1905–1911, zde mělo své středisko revoluční hnutí. V roce 1906 se v Teheránu sešel první perský parlament, v platnost vstoupila ústava, která omezila moc šáha.
V roce 1921 provedl důstojník kozácké perské jízdy, Rezá Chán, státní převrat a roku 1925 se nechal zvolit poslanci parlamentu novým šáhem – dynastie Kádžárovců byla sesazena. Rezá Šáh Pahlaví, jak znělo vladařské jméno nového pána Persie, sledoval politiku modernizace, založil v Teheránu dvě státní univerzity a roku 1935 změnil název státu na Írán. V srpnu 1941, kdy se už delší dobu Teherán dostával pod vliv nacistického Německa, okupovala zemi i město vojska SSSR a Velké Británie. Na přelomu listopadu a prosince 1943 se v Teheránu konala konference Velké Trojky. Po skončení války nastal velký rozvoj aglomerace, který utlumil až pád monarchie během islámské revoluce v roce 1979. Od těch dob je Teherán hlavním městem Íránské islámské republiky a sídlem jejího prezidenta.

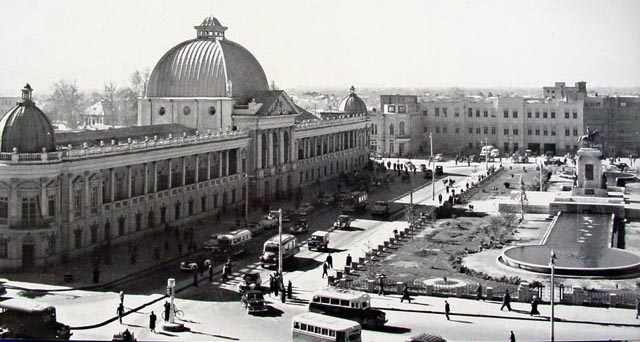
Náměstí Túpcháne
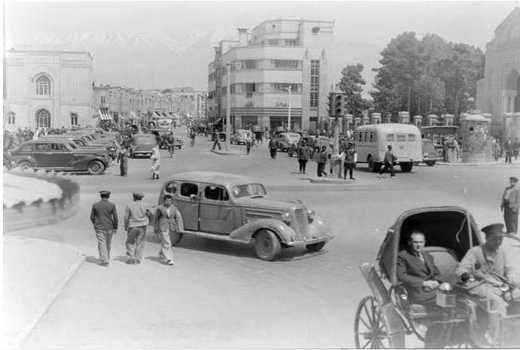
Ulice Teheránu v třicátých letech
Mapa města v roce 1857

## Přírodní podmínky

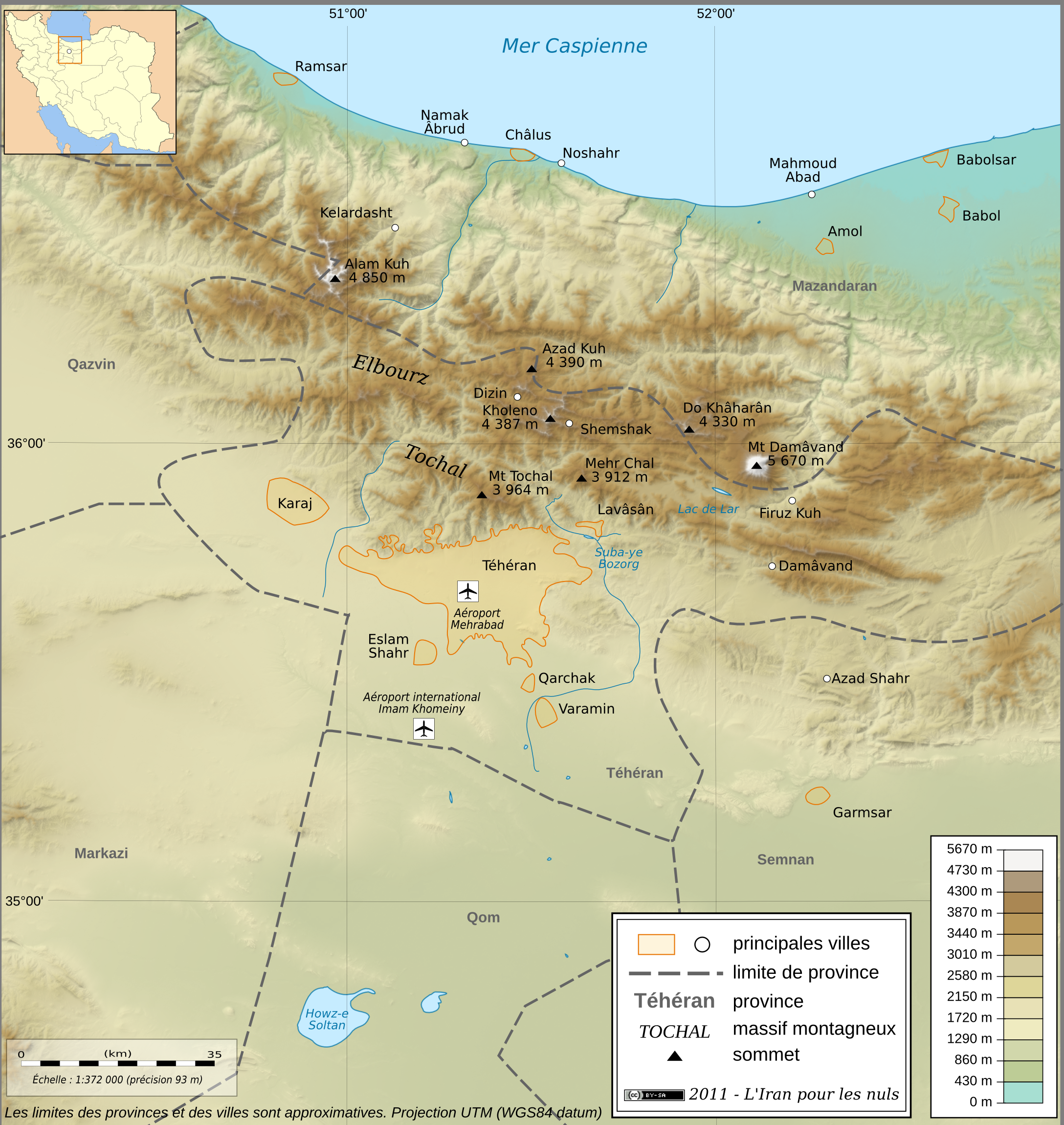
Topografie města

Teherán leží na severu země, v oblasti, kde se zvedá Íránská náhorní plošina. Průměrná nadmořská výška města přesahuje tisícimetrovou hranici, činí 1200 metrů nad mořem. Nejnižší bod leží ve výšce 1160 m, nejvyšší ve výšce 1800 metrů nad mořem. Vzhledem k vysoké nadmořské výšce metropole se průměrné teploty v jednotlivých částech roku výrazně liší. V lednu se teplota průměrně pohybuje okolo 3 °C a v červenci okolo 29 °C. V lednu spadne průměrně 45 milimetrů srážek, v červenci 5 milimetrů.
Městu zajišťují bohaté zásoby pitné i užitkové vody řeky Karadž a Džadžrúd, na nichž byly ve 20. století zřízeny přehrady. Podél hlavních ulic města probíhají otevřené kanály, jimiž protéká voda z okolních hor.

## Pamětihodnosti

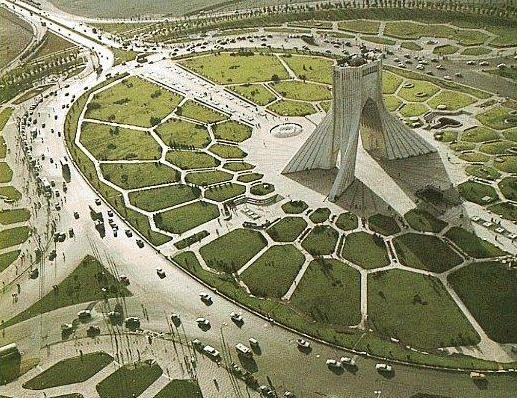
Náměstí Azadí a věž postavená v roce 1971

V Teheránu mezi sebou kontrastují staré čtvrti v jižních částech metropole a moderní rozložené na severu. Mezi nejzajímavější místa patří Golestánský palác v samém srdci města, obklopený parkovými plochami a kanály. Jeho počátky sahají již do safíovské doby, dnešní podobu však získal až po rozsáhlých přestavbách za turkmenské dynastie Kádžárovců, panující v letech 1795–1925. Z objektů v areálu je nejvýznamnější Audienční palác z dob šáha Fath Alího (1797–1834), v němž se až do 20. století nacházela oficiální rezidence perských šáhů (dnes muzeum). Za zmínku stojí i Palác mramorového trůnu, jenž za svou dnešní podobu taktéž vděčí Fath Alímu, a Bílý palác, zbudovaný šáhem Muzaffaruddínem.
Jižně od palácového komplexu leží rozlehlý, složitě strukturovaný prostor bazaru spolu s mešitou imáma Chomejního, původně nazývanou Masdžid-e šáh, tedy Šáhova mešita. Mešita pochází z let 1809–1824 a do jejího vnitřního dvora vedou čtyři mohutné vstupy s charakteristickou podobou ívánů; nad severním z nich se vypínají minarety z dob šáha Násiruddína. Bazar tvoří samostatnou čtvrť a kromě typických krámků v něm lze nalézt i banky, dílny, medresy, čajovny či restaurace.
Mimo centrum směrem na sever se v městské čtvrti Darband nachází někdejší letní sídlo šáhů, dnes známé pod názvem Sádábádské palácové muzeum. Je rozložené na ploše 410 ha a jeho centrálním objektem je Bílý palác Rezy Šáha Pahlavího, dokončený roku 1936. Z 54 místností dvoupatrové budovy sloužilo deset pro audienční a slavnostní účely, mohutná socha Rezy Šáha však byla po islámské revoluci zčásti odstraněna, zbyla z ní jen spodní část sahající po stehna.
Teheránské muzeum současného umění hostí nejvýznamnější sbírku západního moderního umění mimo Evropu a Severní Ameriku.
V letech 2000–2008 byla v Teheránu postavena televizní věž Bordž-e mílád, vysoká 435 metrů.

## Hospodářství

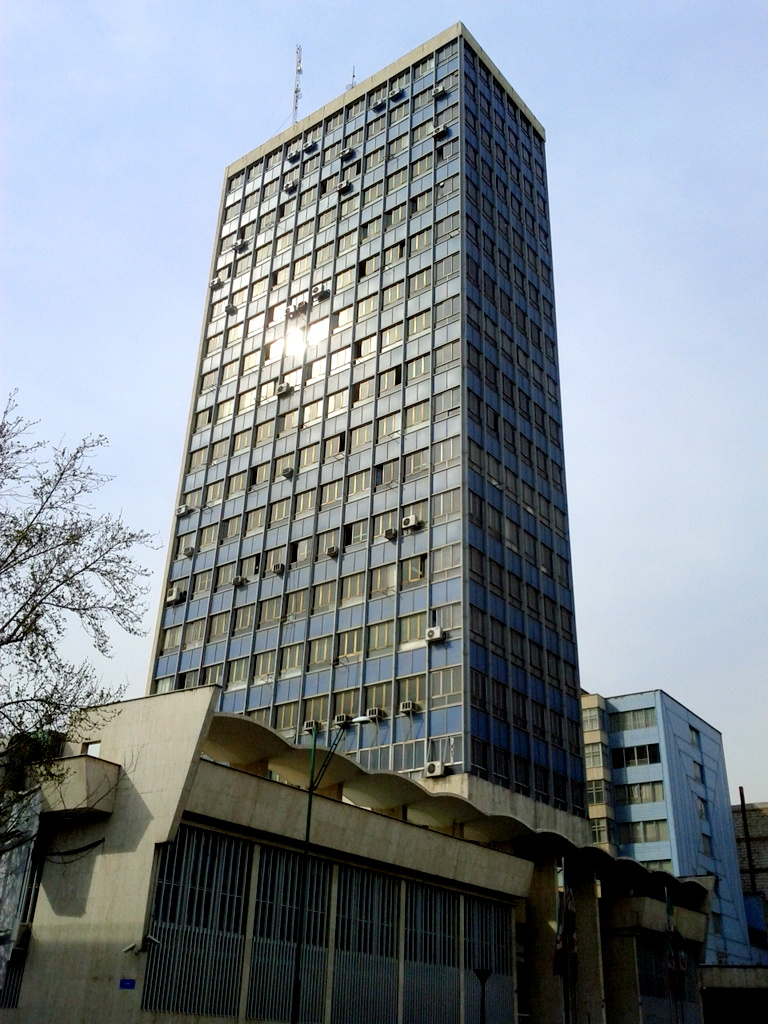
Teheránská burza

Teherán je spolu se svým okolím průmyslovým a obchodním centrem Íránu, pochází odtud 65 % průmyslové produkce země. Své sídlo zde má National Iranian Oil Company, která spravuje ropná pole v okolí Ábádánu a na jiných místech u hranic s Irákem. Hospodářství podléhá z velké části státní kontrole, v soukromých rukou jsou jen menší podniky. Od roku 1968 funguje ve městě pod názvem Tehran Stock Exchange (TSE) burza.
Z hlediska životního prostředí způsobuje městu vážné problémy provoz některých zastaralých závodů a pohyb zhruba 2,5 milionu vozidel, z nichž 35 až 40 % bylo vyrobeno před více než dvaceti lety.

## Doprava
Veřejnou dopravu v Teheránu obstarávají většinou autobusy (maďarské Ikarusy), od roku 2000 je v provozu také metro. To má v současnosti v provozu tři linky (1, 2 a 5), a plánována je výstavba dalších dvou. Tramvajová síť se ve městě nenachází.
Od roku 1992 v Teheránu jezdí trolejbusy. Ve městě je vytvořena samostatná síť oddělená od silniční dopravy. Provoz v Teheránu zajišťují československé trolejbusy Škoda 15Tr.
Přes Teherán vede Transíránská železnice postavená v letech 1927–1938, která prochází přes celý stát od Perského zálivu na jihozápadě až ke Kaspickému moři na severu. Větev na sever ve skutečnosti opouští Teherán směrem na jihovýchod a k severu se stáčí až u Garmsáru, kde začíná železniční trať Garmsár – Mašhad vedoucí na východ do Mašhadu. Na severozápad směrem do Tabrízu a ke Kavkazu vede železniční trať Teherán – Tabríz a přímo na jih vede železniční trať Teherán – Isfahán do Isfahánu.
V blízkosti Teheránu se nachází letiště Teherán-Mehrabád a letiště Imáma Chomejního. Letiště Mehrabád, staré letiště v západním Teheránu, které slouží jako vojenská základna, se používá hlavně pro vnitrostátní a charterové lety. Letiště Imáma Chomejního se nachází 50 km (31 mil) jižně od města a slouží k hlavním mezinárodním letům.

## Osobnosti
- Harold Nicolson (1886–1968), britský politik, diplomat a historik
- Šams Pahlaví (1917–1996), íránská princezna
- Muhammad Rezá Pahlaví (1919–1980), íránský šáh
- Golamrezá Tachtí (1930–1968), íránský zápasník – volnostylař, olympijský zlatý medailista z LOH 1956
- Farah Pahlaví (* 1938), bývalá íránská císařovna (šáhbanú)
- Šahnáz Pahlaví (* 1940), íránská princezna
- Shohreh Aghdashloo (* 1952), íránsko-americká herečka
- Kýros Rezá Pahlaví (* 1960), titulární íránský šáh (v exilu), od roku 1980 hlava dynastie Pahlaví
- Farahnaz Pahlaví (* 1963), íránská princezna
- Alí Rezá Pahlaví (1966–2011), íránský princ
- Leila Pahlaví (1970–2001), íránská princezna
- Lejla Hátamí (* 1972), íránská herečka
- Cassandra Clareová (* 1973), americká spisovatelka

## Partnerská města
- Soul, Jižní Korea (1963)
- Los Angeles, Spojené státy americké (1972)
- Londýn, Spojené království (1993)
- Havana, Kuba (2001)
- Caracas, Venezuela (2001)
- Pretorie, Jihoafrická republika (2002)
- Moskva, Rusko (2004)
- Dušanbe, Tádžikistán (2006)
- Minsk, Bělorusko (2006)
- Peking, Čína (2006)
- Ankara, Turecko (2013)
- Budapešť, Maďarsko (2015)
- Tbilisi, Gruzie (2015)
- Sarajevo, Bosna a Hercegovina (2016)